# امیلی بیتی
امیلی بیتی (انگلیسی: Emily Beatty؛ زادهٔ ۱۸ اوت ۱۹۹۳) بازیکن فوتبال است.